# 新発田市立図書館
新発田市立図書館（しばたしりつとしょかん）は、新潟県新発田市にある図書館である。新発田市立中央図書館と新発田市立歴史図書館の2館からなる。中央図書館には3分館、4分室がある。

## 歴史
前史として、小学校教員が中心となって1890年（明治23年）に組織された菖城義会により1891年（明治24年）に図書館が創設され、1895年（明治28年）6月に正式な手続きを経て新発田図書館と称した。その後移転を繰り返したが1922年（大正11年）に新発田町教育会へと移管され、10月23日にあらためて町教育会が新発田図書館を開館した。1928年（昭和3年）11月、町立図書館が新設されるのに伴い新発田町教育会は図書館を廃し、蔵書を町立図書館へと寄贈した。

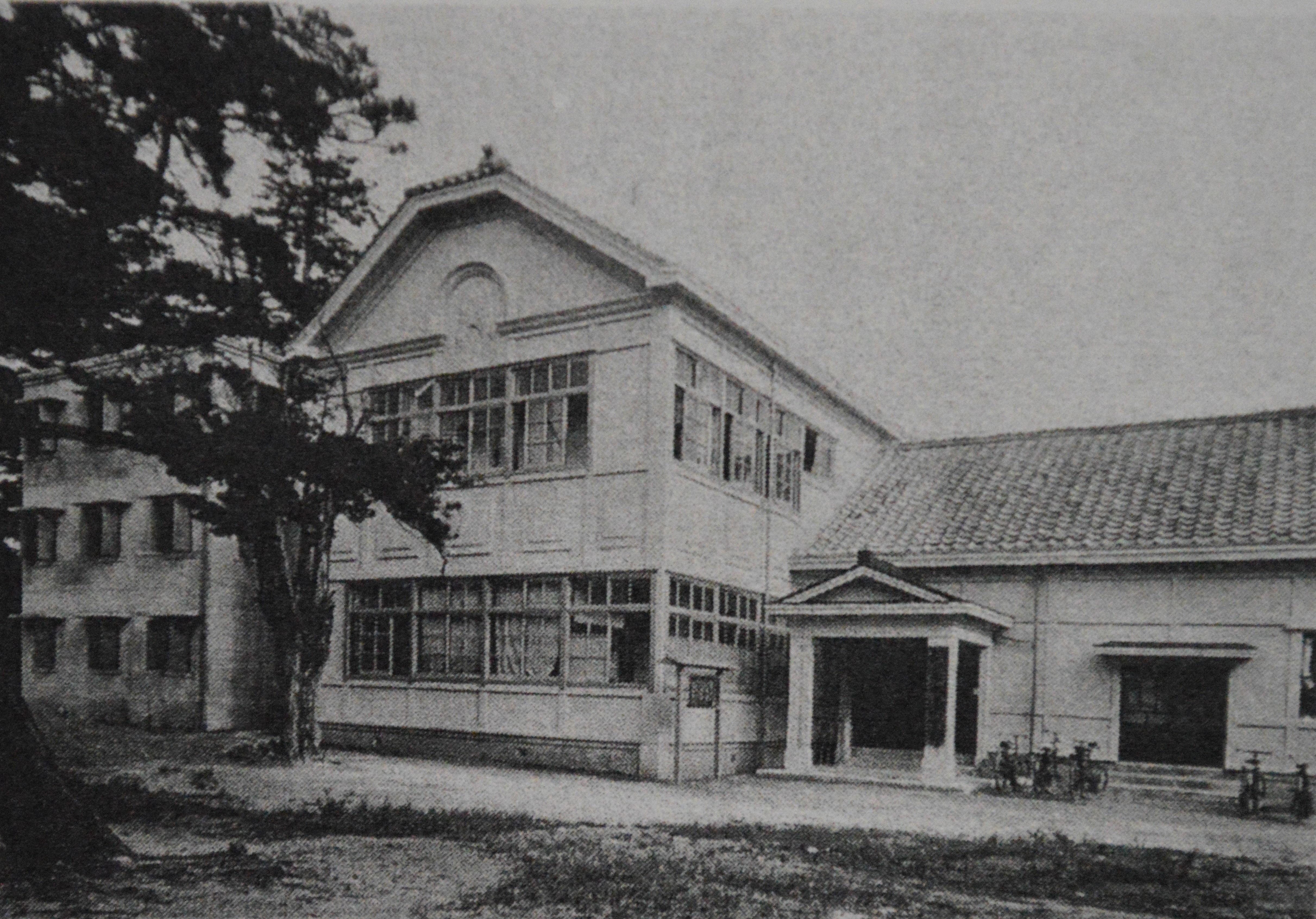
新発田町立図書館

新発田町出身の坪川洹平が昭和天皇御大典記念として文化的施設のために寄付を申し出たのを受けて、新発田町は図書館を新設することとした。1929年（昭和4年）2月12日、新聞閲覧室のみ一部開館した後、同年4月14日に開館式を挙行、翌15日から全館が開館となった。1931年（昭和6年）8月に新聞閲覧室を拡張、翌年7月には三階建ての書庫を増設し、1939年（昭和14年）には公民館の前身となる図書会館を開館した。1947年（昭和22年）の市制施行に伴い新発田市立図書館となり、「図書館法」公布後の1950年（昭和25年）10月に開架式の図書の貸出に移行した。
1968年（昭和43）年、老朽化に伴い改築の要望が市教育委員会へと提出されたが、市は公民館として使っていた図書会館の改築を優先して1980年（昭和55年）に市民文化会館が建てられた。その後図書館の改築に向けて検討が行われ、1983年（昭和58年）11月10日図書館建設に係る臨時議会で図書館建設を全会一致で議決、1984年（昭和59年）10月31日に竣工し、同年11月30日に開館式を挙行し即日開館した。
2003年（平成15年）7月に新発田市が豊浦町と合併、2005年（平成17年5月）に紫雲寺町、加治川村と合併し、それぞれの公民館図書室を分館とした。
2007年（平成19年）10月に図書館管理運営業務の一部をNPO法人に委託したが、2011年（平成23年）10月に直営に戻した。
2016年（平成28年）3月に移転準備のため閉館し、同年7月3日に駅前複合施設（イクネスしばた）内に新発田市立中央図書館が開館した。移転後の旧図書館は改修され、2018年（平成30年）7月7日に新発田市立歴史図書館として開館した。

## 新発田市立中央図書館

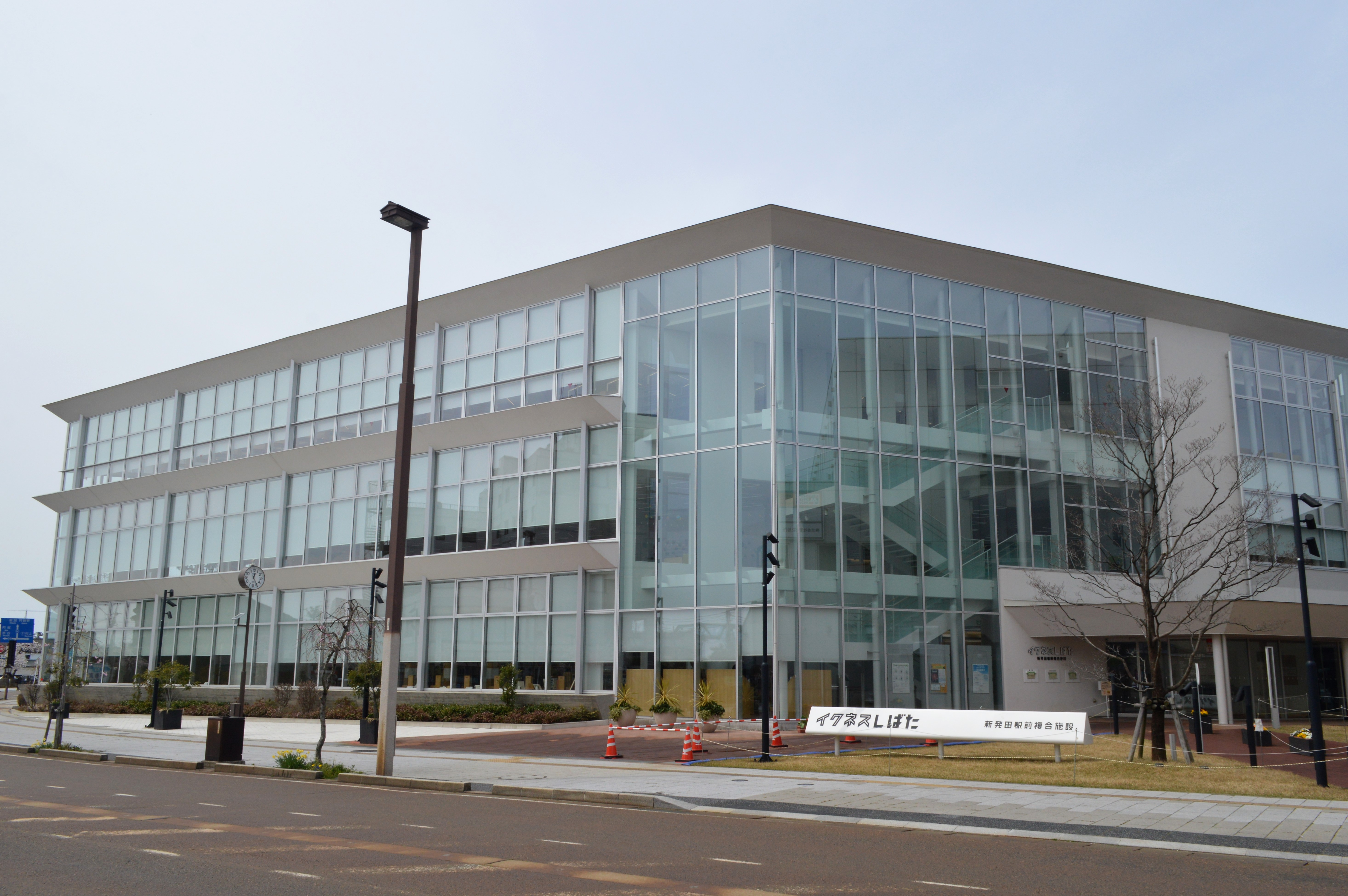
新発田市立中央図書館のある新発田駅前複合施設（イクネスしばた）行政棟

新発田市立中央図書館は、新発田市諏訪町1-2-12の新発田駅前複合施設（イクネスしばた）内にある新発田市立図書館の中央図書館である。

### 分館・分室
分館
- 豊浦分館 新発田市乙次26番地2（豊浦地区公民館内）
- 紫雲寺分館 新発田市稲荷岡2371番地（紫雲寺地区公民館内）
- 加治川分館 新発田市住田547番地1（加治川地区公民館内）

分室
- 五十公野分室 新発田市五十公野4930番地1（五十公野コミュニティセンター内）
- 松浦分室 新発田市法正橋676番地（松浦農村環境改善センター内）
- 川東分室 新発田市下羽津1908番地（川東コミュニティセンター内）
- 佐々木分室 新発田市則清956番地1（佐々木コミュニティセンター内）

## 新発田市立歴史図書館

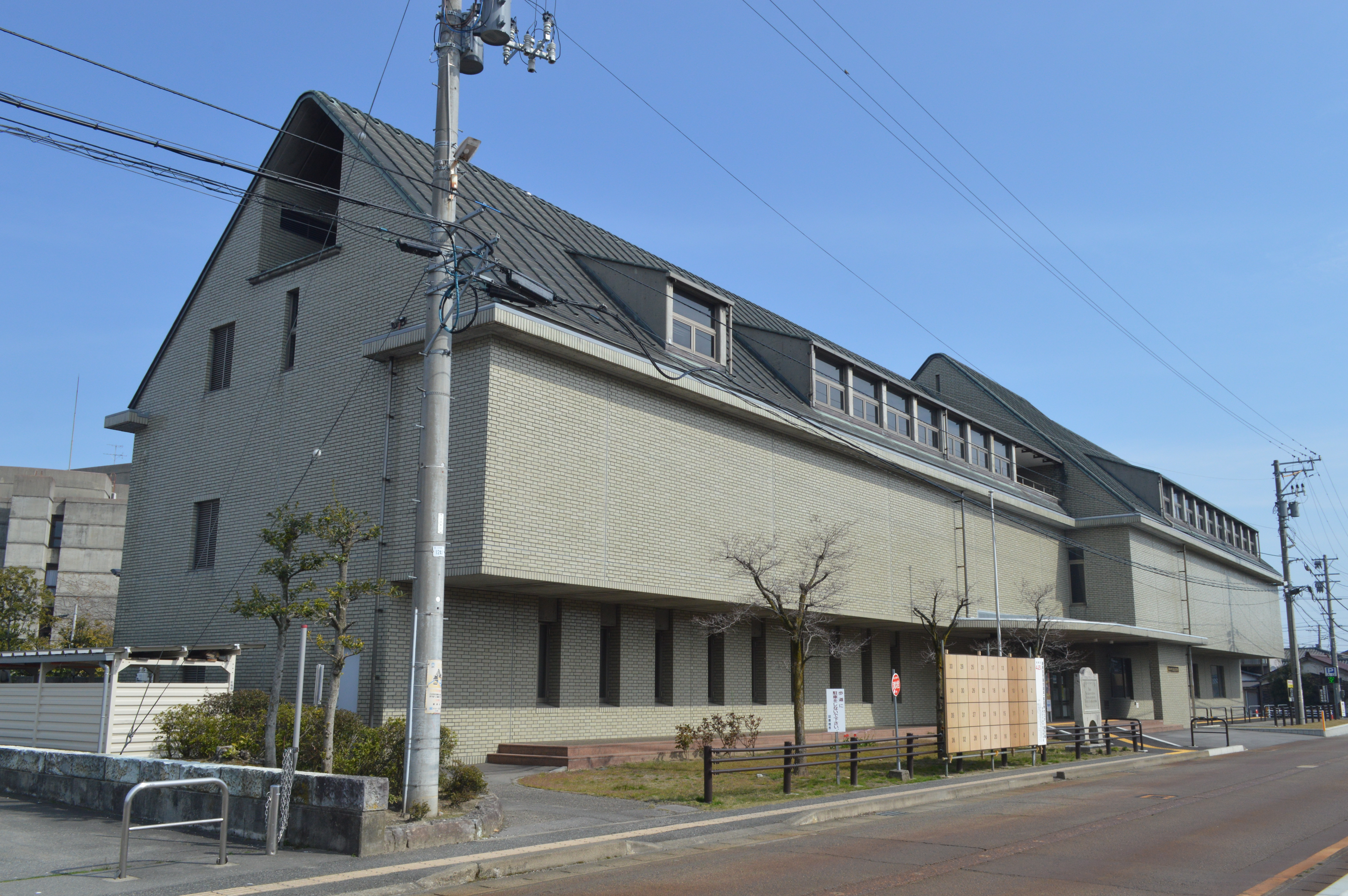
新発田市立歴史図書館

新発田市立歴史図書館は、新発田市中央町4-11-27にある新発田市立図書館のひとつである。